# 皮斯加国家森林
皮斯加国家森林（英語：Pisgah National Forest）是美国北卡罗来纳州西部的一座国家森林，位于阿巴拉契亚山脉，由美国农业部下属的美国国家森林局管理。森林全部位于北卡罗莱纳州境内，与其他三个北卡罗莱纳州境内的国家森林（克洛坦国家森林、楠塔哈拉国家森林、Uwharrie国家森林）共同的管理总部设在北卡罗莱纳州的阿什维尔。